# Lissonota perina
Lissonota perina là một loài tò vò trong họ Ichneumonidae.